# Batalla de Urepetiro
La Batalla de Urepetiro fue una acción militar de la Guerra de Independencia de México, efectuada el 14 de enero de 1811, en la localidad de Urepetiro, en el actual municipio de Tlazazalca, Michoacán. Los insurgentes comandados por el coronel Ruperto Mier fueron derrotados por las fuerzas realistas del general José de la Cruz al frente del regimiento de infantería de Valladolid. En este combate perdió la vida el insurgente José Antonio Macías, originario de La Piedad.

## Antecedentes
Ruperto Mier, insurgente conocido por sus dotes militares, fue nombrado por Miguel Hidalgo coronel de uno de los regimientos de infantería del ejército de la insurgencia que solo tenía 80 fusiles de armamento. Mier llevó sus fuerzas al puerto de Urepetiro, pues consideraba al lugar como un punto ventajoso desde donde decía poder derrotar a Cruz o por lo menos contener su tropa para que esta no engrosase más a las fuerzas de Félix María Calleja. El 14 de enero de 1811, el general realista Cruz salió con sus tropas de Tlazazalca encontrando ese mismo día a los insurgentes situados a lo alto de un cerro rodeado de muchos árboles y quiebras, sobre el cual Mier tenía una batería de 17 piezas, mismas con las que pensaban suplir su falta de fusiles.

## Batalla
Las tropas expedicionarias enviadas por José de la Cruz con el fin de reconocer el área fueron rápidamente rechazadas por los cañones insurgentes; sin embargo destacadas otras posiciones que avanzaron en diferentes direcciones lograron flanquear a las fuerzas insurgentes, ya que estos no podían cubrir todos los puntos de ataque. Los ataques insurgentes no solo se limitaron a la defensa de su posición, ya que fueron alentados por el retroceso que las tropas realistas realizaron después del ataque del 1.er. Cuerpo insurgente. Ante el hecho, los insurgentes avanzaron a su derecha y colocaron 9 piezas de artillería. Pedro Celestino Negrete, a quien José de la Cruz destinó dos piezas de artillería y un batallón de infantería de marina, mismo que fue reforzado con el primer batallón de Toluca. Negrete avanzó hasta colocarse en frente de la artillería insurgente, desde donde ordenó comenzase el ataque con bayoneta. Dado el éxito del primer ataque en donde lograron hacerse de una posición, rectificó el estilo de batalla desde una cerca que lo cubría de la artillería insurgente. Ocupado el flanco derecho insurgente y el de la batería izquierda por el teniente coronel Francisco Rodríguez, comenzó una lucha por la posesión de los cañones. El triunfo obtenido por el coronel Rodríguez fue seguido por un ataque insurgente que cayó sobre las filas realistas y estuvo a punto de envolver a estas fuerzas. A pesar de todo, la artillería de Mier cayó en poder de las fuerzas comandadas por Cruz. La artillería insurgente consistía de 29 cañones en mal estado y de baja calidad pues estos fueron mal construidos con campanas de iglesias. Las fuerzas insurgentes se dispersaron por varias direcciones comenzando una acción reñida logrando con ello cubrir con mosquetes sus baterías, a pesar de ello las acciones dirigidas por Negrete le proporcionaron el triunfo a las fuerzas realistas.

## Consecuencias
Luego de la batalla de Urepetiro proporcionó de gran prestigio al general José de la Cruz, tres días más tarde Miguel Hidalgo fue derrotado en la batalla de Puente de Calderón, enfrentamiento que marcó el final de la primera etapa de la guerra, caracterizada porque el lado insurgente luchaba con más pasión que estrategia y solo fue seguida por hecho de armas de menor índole. Las fuerzas insurgentes en fueron devastadas en Puente de Calderón y los eventos posteriores precipitarían la captura y condena de Hidalgo.